# Giornata mondiale della popolazione
La giornata mondiale della popolazione è un evento annuale fissato per il giorno 11 luglio, con l'obiettivo di aumentare la consapevolezza sulle problematiche 
riguardanti la popolazione mondiale. La ricorrenza fu inaugurata dal consiglio direttivo del Programma di sviluppo delle Nazioni Unite (UNDP) nel 1989. L'idea di creare la celebrazione fu ispirata dall'interessamento pubblico sollevato dalla "giornata dei 5 miliardi" caduta nel giorno 11 luglio 1987, data in cui approssimativamente la popolazione mondiale raggiunse la quota di 5 miliardi.
L'obiettivo della giornata mondiale della popolazione è quello di aumentare la consapevolezza riguardo a tematiche legate alla demografia come l'importanza del controllo famigliare sulle nascite, la parità tra i sessi, la povertà, la salute durante la maternità e i diritti umani.
Mentre l'interesse della stampa e la coscienza generale sull'argomento della popolazione mondiale si risvegliano solo quando la quota aumenta di un miliardo, l'incremento è oggi di circa 100 milioni ogni 14 mesi. Nel gennaio 2017 la popolazione mondiale ammonta a circa 7,477220 miliardi di persone.